# エンリケ・アンデルソン・インベル
エンリケ・アンデルソン・インベル（Enrique Anderson-Imbert、1910年2月12日 - 2000年12月6日）は、アルゼンチンの小説家、随筆家、大学教授。

## 生涯
アンデルソン・インベルはコルドバに生まれた。4歳でブエノスアイレスに、さらに8歳でラプラタに移った。そこの国立大学で学び、18歳でブエノスアイレス大学に入学。ペドロ・エンリケス・ウレーニャ（Pedro Henríquez Ureña）から文献学を、アレハンドロ・コルン（Alejandro Korn）から哲学を学んだ。1930年からクヨ国立大学（National University of Cuyo）で、その後はトゥクマン大学（National University of Tucumán）で教鞭を執った。それと並行して、ブエノスアイレスの社会主義新聞「La Vanguardia」の文学部門の編集を行った。1947年、フアン・ペロン政権の誕生でトゥクマン大学の教授職を失い、グーゲンハイム奨学金でアメリカ合衆国に渡り、コロンビア大学、ミシガン大学で教えた。1965年、ハーバード大学のスペイン文学部の「Victor S. Thomas Professor」に就任し、1980年まで勤めた。1979年にはアルゼンチン文学アカデミー（Argentine Academy of Letters）会員に選ばれた。
教職を引退後、著作活動に情熱を燃やし、また毎年数ヶ月はブエノスアイレスに戻った。2000年にブエノスアイレスで没したが、死の床で短編（これまでの自分の経歴の意味を明らかにするコンサートの開幕間際に、紛失していた楽譜を発見するヴァイオリニストの話）を下書きしていた。
生涯にわたって、社会主義への愛着を訴えていた。

## 作品

### 評論
- Historia de la literatura hispanoamericana（イスパノアメリカ文学史）（1954年）
- Spanish American Literature - A History, en 2 volúmenes（イスパノアメリカ文学史第2巻）（1963年）
- Teoría del cuento（物語の原理）（1978年）
- El realismo mágico y otros ensayos（魔術的リアリズム）（1979年）
- La crítica literaria y sus otros métodos（文学批評とその他の方法）（1979年）
- La prosa（散文 - 種類と用法）（1984年）
- Nuevos estudios sobre letras hispanas（スペイン文学の新しい研究）（1986年）
- Mentiras y mentirosos en el mundo de las letras（文学の世界における虚偽と虚人）（1992年）
- 他に、ドミンゴ・ファウスティーノ・サルミエント（Domingo Faustino Sarmiento）やルベン・ダリオについての研究

### 小説
アンデルソン・インベルの作品でおそらく最も有名なものはかなり短い「microcuentos（掌編）」で、ファンタジーとマジックリアリズムを融合させたものである。1965年に書かれた『Sala de espera』（『El gato de Cheshire』収録）や、1966年の『タブー（Taboo）』、他に『身軽なペドロ（El Leve Pedro）』、『亡霊（El Fantasma）』（以上『魔法の書』収録）、『Vudu』といった作品がある。
- Vigilia（目覚め）（1934年）
- El gato de Cheshire（チェシャー猫）（1965年）
- 魔法の書（El Grimorio, 1961年） - 日本語訳：鼓直&西川喬（国書刊行会）。
- La locura juega al ajedrez（狂気はチェスを指す）（1971年）
- Victoria（ビクトリア）（1977年）
- La botella de Klein（クラインの瓶）（1978年）
- Los primeros cuentos del mundo（世界の最初の物語集）（1978年）
- Anti-Story: an anthology of experimental fiction（反＝物語：実験的なフィクションのアンソロジー）（1971年）
- Imperial Messages（帝国のメッセージ）（1976年）